# Джин Винсент
Ви́нсент Ю́джин Крэ́ддок (англ. Vincent Eugene Craddock; известный как Джин Ви́нсент (англ. Gene Vincent); 11 февраля 1935, Норфолк, Виргиния, США — 12 октября 1971, Калифорния, США) — звезда американского рокабилли середины 50-х годов, один из пионеров рок-н-ролла, вошедший в историю с хитом «Be Bop A Lula» (1956).

## Биография
Винсент Юджин Крэддок родился в Норфолке, штат Виргиния, 11 февраля 1935 года. В семье Мэри-Луизы и Эзекия-Джексона Крэддока. Он рос в атмосфере музыки кантри, ритм энд блюза, музыки госпел. Одним из его любимых произведений была увертюра Эгмонт Бетховена. Первый настоящий интерес к музыке проявился у мальчика, когда его семья жила в городке Манден-Пойнт (ныне часть Вирджиния-Бич), недалеко от границы с Северной Каролиной. Семья Крэддоков владела там сельской лавкой. Первую свою гитару 12-летний Винсент получил в подарок от друга.
Его отец, Изекия Джексон Крэддок, был волонтёром береговой охраны ВМС США, патрулировал американские прибрежные воды для защиты судоходства союзников от немецких подводных лодок во время Второй мировой войны. Мать, Мэри Луиза Крэддок, какое-то время работала продавщицей в магазинчике соседнего городка. В школе Винсент комплексовал из-за своего роста и телосложения
(45 кг и 165 см в девятом классе), часто выяснял отношения со сверстниками, пользовался популярностью у девочек.
Живя на прибрежной земле, Крэддок решил связать свою жизнь с профессией моряка. Бросил школу в возрасте 17 лет и завербовался в 1952 году в ВМС США. Родители позволили сыну это сделать, подписали разрешительные документы. Прошёл первичные тренинги и поступил на топливный заправщик, корабль USS Chukawan. Перед прибытием на «Чукавэн» Винсент две недели стажировался на другом военном корабле — USS Amphion.
Винсент был хорошим моряком во время пребывания в море, но приобрел репутацию смутьяна во время увольнений на берег. Он никогда не участвовал в боевых действиях, однако послужил в начале корейской войны. Из Кореи домой вернулся на борту линкора USS «Висконсин», но в качестве пассажира, а не члена команды.
В 1955 году Крэддок получил премию в 612 долларов, которые потратил на покупку новенького мотоцикла «Триумф». В июле 1955 попал в серьёзную аварию, тяжело повредил левую ногу, колено. В ампутации врачам категорически отказала его мать; ногу удалось сохранить, но Винсент до конца жизни остался хромым и мучимым хроническими болями. Спустя годы в некоторых его музыкальных биографиях нет упоминаний о несчастном случае, но утверждается, что его травма была следствием ранения, полученного в бою в Корее. Провёл много времени в портсмутском военно-морском госпитале и впоследствии был списан на берег по медицинским показаниям.

### Ранняя музыкальная карьера
Крэддок появился на местной музыкальной сцене в Норфолке. Сменил имя на Джин Винсент и собрал рокабилли-группу, назвав её Blue Caps (голубые кепки, бескозырки. Такое прозвище имели моряки военного флота США). В группу вошли Вилли Уильямс на ритм-гитаре, Джек Нил на контрабасе, Дики Харрелл, барабаны, а также известный и влиятельный гитарист, Клифф Гэллап.
Группа «Gene Vincent and His Blue Caps» быстро приобрела популярность, играя в родном Норфолке. Там же они выиграли конкурс талантов, организованный местным радио-диджеем Биллом «Шерифом Тексом» Девисом, который стал менеджером коллектива.

### Пик популярности
В 56-м году Джин Винсент написал «Be-Bop-A-Lula», песню за номером 102 в списке «500 лучших песен всех времен» по версии журнала Роллинг Стоун. Диджей местной радиостанции, «Шериф Текс» Девис предложил песню как демоверсию звукозаписывающей компании Capitol Records, которая как раз в то время занималась поиском «молодого ответа Элвису Пресли». Организовал подписание контракта между музыкантом и лейблом. Соглашение на публичное использование песни было подписано с Биллом Ловери из Ловери групп, музыкальным издателем из Атланты, штат Джорджия. «Be-Bop-A-Lula» не вошла в первый альбом Джина и была помещена на сторону «B» его первого сингла «Woman Love» продюсером Capitol Кеном Нельсоном. Перед появлением сингла в продаже, Ловери отпечатал промокопии «Be-Bop-A-Lula» и разослал по радиостанциям всей страны. К началу продаж песня уже привлекла внимание слушателей и диджеев. В ротацию попала именно она (отодвинув в тень фаворита со стороны «А») и стала хитом (добравшись до № 9 и продержавшись 20 недель в биллбордовском поп-чарте), сделав Джина Винсента звездой рок-н-ролла.

«Джин летал по всей сцене и устроил невообразимое шоу. Он не был скромнягой. Он бы не стал прятаться, чтобы спасти себе жизнь. Он был нервным и энергичным. И никто не замечал, что нога донимает его. На сцене он одевался в чёрное, натягивая на гипс чёрный носок. Потом нашёл себе подходящий ботинок. Про его ногу вспоминали, когда он, обессиленный, сходил со сцены. Он пил болеутоляющее и никогда не жаловался. <…> Джин был настоящий шоумен; он ломал гипс почти в каждом городе, и шофёру приходилось охотиться за врачами, чтобы сделать новую повязку».— Джек Нил (контрабас) о концертах в Южной Каролине
Готовясь к совместному турне с Чаком Берри, Джонни Бернеттом и Карлом Перкинсом, лейбл вызывает группу в Нэшвилл для записи альбома. Взрывной сингл «Race With the Devil» провалился в чартах, но «Blue Jean Bop» вошла в Топ-20. «Кепки» успешно выступали по всему Восточному побережью; сам Пэт Бун, отказавшись выступать перед ними на концерте в Нью-Йорке, в итоге пел перед пустым залом. «Gene Vincent and His Blue Caps» появляются в культовом рок-н-ролльном фильме «The Girl Can’t Help It» (с Джейн Мэнсфилд в главной роли), исполняя «Be-Bop-A-Lula». В ноябре группа гастролирует по Канаде и выступает в Лас-Вегасе.
Blue Caps записали в 1957 году хит «Lotta Lovin» (высшая позиция № 14 и общие 19 недель в чартах). Джин Винсент получил золотой диск за 2 миллиона проданных копий «Be-Bop-A-Lula» и за 1,5 миллиона проданных «Lotta Lovin».
Песня «Dance to the Bop» была выпущена 28 октября 1957 года. 17 ноября того же года «Gene Vincent and His Blue Caps» исполнили песню на Шоу Эда Салливана, транслируемого на всю Америку. Песня вошла в кинофильм «Hot Rod Gang» в сцену репетиции танца, где танцоры исполняют Свинг Западного Побережья.
Неуступчивый характер Винсента, постоянно портившего отношения с диск-жокеями и журналистами, напряжённая гастрольная жизнь и споры менеджеров-конкурентов приводили к регулярной смене состава «Blue Caps». Джин пристрастился к алкоголю, а про любимое развлечение «Blue Caps» — разгромы гостиниц, — стали слагать легенды задолго до появления Кита Муна и панк-движения.
В конце 1959 года Джин Винсент совместно с Эдди Кокраном отправился в гастроли по Европе. В апреле 1960 года они попали в автомобильную аварию, стоившую Джину осложнений на и без того слабое колено, а Кокрану — жизни. Гибель Эдди наложила на Винсента тяжёлый отпечаток.

### Последние годы

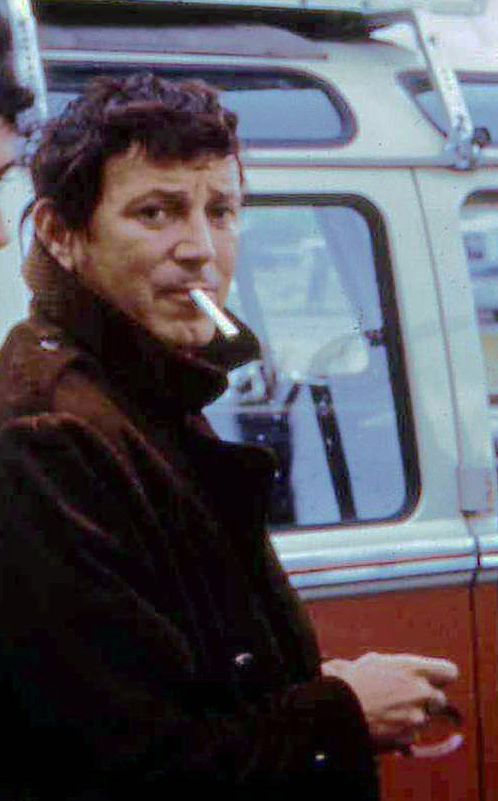
Франция, 1967 год

Последними записями Винсента в Америке стали 4 трека для записывающей компании Rolling Rock, сделанные за несколько недель до смерти музыканта. Указанные треки позднее вышли на сборнике песен-посвящений, включая вариант «Say Mama», исполненный его дочерью, Мелоди Джин Винсент. На гитаре в песне аккомпанировал Джонни Микс. 5 треков записаны Джином в октябре 1971 года в Великобритании. 
Джин Винсент умер в возрасте 36 лет (12 октября 1971 года) от прободения язвы желудка во время своей поездки к отцу в Калифорнию.

## Избранная дискография

### Альбомы
- Bluejean Bop! (Capitol, 1956)
- Gene Vincent & His Blue Cap (1956)
- Gene Vincent Rocks! And the Blue Caps Roll (1958)
- A Gene Vincent Record Date (1958)
- Hot Rod Gang [Original Soundtrack] (1958)
- Sounds Like Gene Vincent (1959)
- Crazy Times (1960)
- Crazy Beat (1963)
- Shakin' Up a Storm (1964, EMI)
- Gene Vincent (1967, Challenge)
- I’m Back and I’m Proud (1969, Dandelion)
- Gene Vincent (If You Could Only See Me Today) (1970, Kama Sutra)
- If Only You Could See Me Today (1971)
- The Day the World Turned Blue (1971)
- Rockin' Date With Gene Vincent (2006)
- A Million Shades of BlueRev-Ola (2008)

### Британские хит-синглы
- «Be-Bop-A-Lula» (1956)
- «Race with the Devil» (1956)
- «Blue Jean Bop» (1956)
- «Wild Cat» (1960)
- «My Heart» (1960)
- «Pistol Packin' Mama» (1960)
- «She Little Sheila» (1961)
- «I’m Going Home» (1961)

## Фильмография
- The Girl Can't Help It (1956)
- Hot Rod Gang (aka Fury Unleashed) (1958)
- Live It Up! (aka Sing And Swing) (1960)
- It's Trad, Dad! (aka Ring A Ding Rhythm) (1962)